# Rällens församling
Rällens församling var en församling i nuvarande Göteborgs stift i nuvarande Strömstads kommun. Församlingen uppgick före år 1500 i Skee församling.

## Administrativ historik
Församlingen har medeltida ursprung och uppgick före år 1500 i Skee församling..